# Liga de Balompié Mexicano
Liga de Balompié Mexicano je poloprofesionální fotbalová liga v Mexiku. Jde o nejvyšší soutěž v ligovém systému ANBM. Je alternativou Ligy MX, nejvyšší soutěže ligového systému Mexické fotbalové asociace. Od 8. července 2020 je členem CONIFA, jde o první ligu, která získala členství v CONIFA. Nejvíce titulů (5) mají k dubnu 2025 Chapulineros de Oaxaca.

## Dějiny
Liga de Balompié Mexicano byla založena 29. ledna 2020 s cílem poskytnout příležitost fotbalistům, kteří nezískali místo v jednom z týmů v mexických profesionálních ligách.
8. července 2020 byla liga přijata do CONIFA.
Dne 14. října 2020 se hrál první oficiální zápas, San José FC porazilo Morelos FC skórem 1:0. První gól v historii soutěže vstřelil Omar Rosas.